# اچ‌ام‌اس راکون (۱۸۰۸)
اچ‌ام‌اس راکون (۱۸۰۸) (به انگلیسی: HMS Racoon (1808)) یک کشتی بود که طول آن ۱۰۸ فوت ۴ اینچ (۳۳٫۰ متر) بود. این کشتی در سال ۱۸۰۸ ساخته شد.